# Mullsjö község
Mullsjö község (svédül: Mullsjö kommun) Svédország 290 községének egyike.  Jönköping megyében található, székhelye Mullsjö.

## Települések
A község települései:
| Település | Népesség | Megjegyzés         |
| --------- | -------- | ------------------ |
| Mullsjö   | 5506     | a község székhelye |
| Sandhem   | 706      |                    |